# 比嘉秀平
比嘉秀平（1901年6月7日—1956年10月25日），美國治理琉球時期政治家。
出生於沖繩縣中頭郡讀谷村，是琉球國士族後裔，比嘉秀實與妻子牛的三子，共有六兄弟姊妹。他在唸小學的時候因事故失去右手，但依然努力學習。1925年在早稻田大學文學部英文學科畢業後，進入和歌山縣的高野山中學任教，後來回到母校沖繩縣立第二中學校（今沖繩縣立那霸高等學校擔任教師，隨後成為沖繩縣立第三中學校（今沖繩縣立名護高等學校）擔任教頭。沖繩島戰役中率領縣立第三中學校的學徒隊參戰，幸運地生還了。日本投降後進入沖繩民政府供職，歷任翻譯課長、官房長等職。
由於他有行政手腕且精通英語，他於1950年起擔任臨時琉球諮詢委員會委員長。沖繩社會大眾黨成立後成為該黨黨員。1951年4月就任琉球臨時中央政府行政主席。翌年琉球政府成立，他擔任第一任行政主席。在任期間執行親美政策，與沖繩社會大眾黨政見不合，遂於1952年8月率領支持者退出該黨，另外組建琉球民主黨（後於1959年改組為沖繩自由民主黨），自任該黨總裁。
1956年，因美軍用地問題發生全島鬥爭，他在忙於解決問題的期間突然去世，其繼任者是那霸市長當間重剛。
死後被日本政府追授勳三等瑞寶章。